# José Roberto Raposo Pessoa
José Roberto Raposo Pessoa, conhecido simplesmente por José Pessoa OC • GOC • OA • ComA • MPBS • MPCE (Cascais, Cascais, 27 de março de 1899 – Cascais, Cascais, 3 de janeiro de 1974), foi um militar e político português.

## Biografia
Filho de José Júlio Pessoa (Cascais, Cascais, 13 de Março de 1851 – ?), Tenente do Regimento N.° 4 de Cavalaria do Imperador da Alemanha Guilherme II, em cuja homenagem foi dado o seu nome à Rua José Júlio Pessoa, em Cascais, e de sua segunda mulher (Cascais, Cascais, 28 de Abril de 1898) Ernestina Laura Jorge de Lima Raposo (Cascais, Cascais, 17 de Junho de 1861 – ?), sobrinho-neto de José Félix de Moura e Lima, em cuja homenagem foi dado o seu nome à Rua José Félix de Moura e Lima, em Cascais.
Tirou o curso do Colégio Militar de 1910 a 1917 e assentou Praça como Voluntário a 13 de Junho de 1917, e, em 1918, depois de ter concluído o curso da sua Arma, de Artilharia do Exército, foi promovido a Aspirante a Oficial, a Alferes a 13 de Setembro de 1918 e a Tenente a 13 de Setembro de 1922.
Em fins de 1918, exerceu as funções de Administrador do Concelho de Ponte de Lima, vindo, depois, a prestar serviço em diversas Unidades Militares, como Militar em Lisboa, Viana do Castelo, Évora e, principalmente, em Cascais.
Era Proprietário local na sua terra natal, Cascais.
Exerceu, ainda, com distinção, as funções de Ajudante de Campo do General Daniel Rodrigues de Sousa, como Governador Militar do Distrito de Lisboa, de 23 de Janeiro de 1930 a 6 de Julho de 1932 e, novamente, de 12 de Abril de 1933 a 13 de Maio de 1936, do então Ministro da Guerra Interino António de Oliveira Salazar de 5 a 6 de Julho de 1932 e Ministro da Guerra de 6 de Julho de 1932 a 11 de Abril de 1933, desde 6 de Julho de 1932 a 12 de Abril de 1933.
Foi promovido a Capitão a 16 de Maio de 1933.
Fez parte do Grupo de Artilharia Pesada N.º 3, renomeado em 1933 Grupo Móvel de Artilharia de Cascais, encarregada da defesa da Cidadela de Cascais, nomeadamente durante a permanência do Presidente da República António Óscar Fragoso Carmona.
Foi Secretário da última equipa da Comissão de Iniciativa e Turismo do Concelho de Cascais de 1933 a 1937.
Foi primeiro jogador de futebol e, mais tarde, Presidente da Assembleia-Geral do Grupo Dramático e Sportivo de Cascais.
De 1934 a 1941 exerceu o cargo de Membro do Conselho Fiscal da Companhia Colonial de Navegação, e foi Membro do seu Conselho de Administração desde aquele último ano.
Foi, novamente, Ajudante de Campo de António de Oliveira Salazar, novamente na qualidade de Ministro da Guerra Interino, de 11 de Maio de 1936 a 6 de Setembro de 1944, cargo que voltou a desempenhar de 13 de Maio de 1936 a 15 de Setembro de 1944, demitido já pelo novo Ministro Efectivo, Fernando dos Santos Costa.
De 28 de Março a 14 de Maio de 1938, fez parte da Missão Militar Portuguesa de Estudo ou de Observação de Portugal em Espanha, no período da Guerra Civil.
Foi Presidente da Câmara Municipal de Cascais de 10 de Março de 1939, efectivamente desde Maio, a 25 de Março de 1959, colaborando activamente na modernização urbanística do Concelho, de que são expoentes os Bairros dos Pescadores, das Caixas, do Alcaide e do Rosário, o Hospital Condes de Castro Guimarães, o Cinema São José, o Hipódromo Manuel Possolo, a Praça de Touros de Cascais ou o novo Mercado de Cascais. A parceria Capitão Manuel José de Ávila Madruga-Tenente António Rodrigues Cardoso/Capitão José Roberto Raposo Pessoa foi feita no apoio entre entidades públicas na melhoria das condições de acolhimento às populações flutuantes e de assistência às nativas do eixo. Foi Presidente da Junta de Turismo de Cascais desde a sua tomada de posse Autárquica a 10 de Março de 1939 até finais desse ano. Colaborou no livro [Cascais. Saúde Pública]. Môscas e Mosquitos. Campanha da Câmara Municipal de Cascais contra as môscas e mosquitos. Prefácio do Prof. Ricardo Jorge. Edição da Junta de Turismo de Cascais. 1939. In-4.º de VIII-II-232-IV. A 29 de Julho de 1939 inaugurou no Estoril a I Feira Regional, e a 30 de Agosto de 1939 reinaugurou o Jardim Visconde da Luz. Foi Presidente da Comissão Administrativa do Museu-Biblioteca de Cascais e responsável pela divulgação da sua Biblioteca Itinerante. Deu a sua concordância à mudança do Feriado Municipal para 7 de Junho, data da elevação de Cascais a vila em 1364, de acordo com "Cascais e Seus Lugares – Boletim da Junta de Turismo de Cascais", de 7 de Junho de 1945. A 5 de Outubro de 1945, inaugurou o Parque Marechal Carmona, em terrenos que tinham sido adquiridos um ano antes pela Câmara Municipal de Cascais, e, anos mais tarde, também adquiriu para a Câmara Municipal o actual Parque Palmela, o que o levava muitas vezes a orgulhar-se de ter sido o responsável por assegurar os "pulmões" desta vila que ele tanto amava.
Foi promovido a Major a 8 de Maio de 1947. Tirou o curso para a promoção a este posto nos anos de 1945 e 1946, no Instituto de Altos Estudos Militares.
O Tenente-Coronel Raposo Pessoa passou à reserva a 20 de Novembro de 1953.
Em Junho de 1954, nas comemorações do XV Aniversário enquanto Presidente da Câmara Municipal, foi condecorado com a Medalha de Ouro de Mérito Municipal, atribuída em sessão pública pela Câmara Municipal de Cascais.
Em sua homenagem foi dado o seu nome à Avenida Tenente-Coronel José Pessoa, em Cascais.

## Casamentos e descendência
A 2 de Março de 1922, casou primeira vez civilmente, em Lisboa, com Clementina Ferreira Pinto Leite de Magalhães (Lapa, Lisboa, 4 de Agosto de 1901 – Cascais, Cascais, 28 de Maio de 1941), filha do proprietário José Pinto Leite de Magalhães (Oliveira de Azeméis, 15 de Abril de 1874 – 10 de Maio de 1959), sobrinho-neto do 1.° Visconde da Gandarinha e 1.° Conde de Penha Longa e primo-sobrinho do 2.° Visconde dos Olivais jure uxoris e 1.° Conde dos Olivais, e de sua mulher (24 de Fevereiro de 1900) Leonor Augusta Nascimento Ferreira (Lisboa, 7 de Março de 1874 – 14 de Abril de 1933), da qual teve duas filhas, Maria Clementina de Magalhães Pessoa (Cascais, Cascais, 13 de Agosto de 1924 – 1 de Outubro de 2013), viúva de Edgar Hugo Carlos Frederico da Cunha Reinhardt (Lisboa, 21 de Maio de 1923 – Cascais, Cascais, 22 de Setembro de 1968), de ascendência Alemã, com descendência Maria Clementina Pessoa Reinhardt, Hugo José Pessoa Reinhardt, Pedro Manuel Pessoa Reinhardt e Maria João Pessoa Reinhardt e Maria José de Magalhães Pessoa (Cascais, Cascais, 14 de Julho de 1927), casada civilmente como sua segunda mulher com o Dr. Álvaro da Gama Lobo de Lacerda e Melo (12 de Janeiro de 1912 – ?), divorciado com geração de Maria da Paz Calvet de Magalhães Cardoso de Albuquerque d'Orey, Médico em Cascais, em cuja homenagem foi dado o seu nome à Rua Álvaro de Lacerda e Melo, sobrinho do Vereador António de Lacerda e Melo, também com descendência. Esta última nasceu na Cidadela de Cascais, a 14 de Julho de 1927 e estudou no Colégio do Sagrado Coração de Jesus, na vila, onde veio a aprender a andar a cavalo com Manuel Possolo, entusiasta da modalidade, que viria a dar o seu nome ao Hipódromo de Cascais. Concluiu, mais tarde, o curso de Auxiliar de Enfermagem, vindo, depois, a casar-se com o Médico Álvaro de Lacerda e Melo, do qual teve três filhos e filhas. Acompanhou, ao longo de décadas, o pai, já viúvo, enquanto Presidente da Câmara Municipal, nas mais importantes recepções e inaugurações que então tiveram lugar. Colaborou, depois, em revistas e jornais da região, assim como voluntária em algumas instituições de solidariedade social do Concelho, onde continua a residir.
A 26 de Dezembro de 1953, casou segunda vez em Cascais com Fernanda Campos Cardoso Pereira (Lisboa, Benfica – ?), sem geração.

### Condecorações
Na sua folha de serviços, tinha registado, além de diversos, numerosos e importantes louvores e condecorações, como a Medalha Militar de Prata de Bons Serviços e a Medalha Militar de Prata de Comportamento Exemplar. Também lhe são atribuídos os graus de Cavaleiro da Ordem Militar de Avis de Cavaleiro da Ordem Militar de Cristo e de Comendador da Ordem do Infante D. Henrique, mas tal não consta.
- Oficial da Ordem Militar de Avis[2] de Portugal (5 de Outubro de 1934)[11]
- Oficial da Ordem Militar de Cristo[2] de Portugal (6 de Julho de 1936)[11]
- Cruz com Distintivo Vermelho da Ordem do Mérito Militar de Espanha[2] (? de ? de 19??), conferida pelo Governo[2]
- Medalha da Campanha de Espanha[2] (? de ? de 19??), conferida pelo Governo[2]
- Comendador da Ordem do Libertador da Venezuela[5] (? de ? de 19??)
- Terceira Classe da Ordem de Mérito da Águia Alemã da Alemanha[2] (? de ? de 19??), que lhe foi conferida pelo Governo[2]
- Comendador da Ordem Militar de Avis[2] de Portugal (29 de Setembro de 1951)[11]
- Grande-Oficial da Ordem Militar de Cristo[2] de Portugal (11 de Abril de 1959)[11]